# أبو دقيق البقول
أبو دقيق البقول (الاسم العلمي: Lampides)، جنس حشرات فراشية من حرشفيات الأجنحة وفصيلة النحاسية. أعطانها كافة أنحاء أفريقيا وشبه الجزيرة العربية وبلاد الشام وبعض أجزاء أوروبا وفي أجزاء كبيرة من آسيا خاصًة جنوب شرق آسيا. وأستراليا.

## الأنواع
- (Lampides boeticus) (Linnaeus, 1767)– أبو دقيق البقول الأزرق
- Lampides byneri Moulton, 1911